# Campionati italiani assoluti di scherma del 1926
I Campionati italiani assoluti di scherma del 1926 sono stati organizzati dalla Federazione Italiana Scherma.
Nel fioretto, si è aggiudicato il titolo dei campionati italiani Dante Carniel; il titolo della spada è andato a Saverio Ragno. Per entrambi si è trattata della prima affermazione.
Nella sciabola Giulio Sarrocchi ha vinto il suo secondo titolo nazionale maschile consecutivo, dopo quello del 1925.

## Podi

### Uomini
| Specialità  | Oro              | Argento | Bronzo |
| Individuali |                  |         |        |
| Fioretto    | Dante Carniel    | -       | -      |
| Spada       | Saverio Ragno    | -       | -      |
| Sciabola    | Giulio Sarrocchi | -       | -      |